# Tripiloppia subiasi
Tripiloppia subiasi är en kvalsterart som beskrevs av Balogh 1982. Tripiloppia subiasi ingår i släktet Tripiloppia och familjen Oppiidae. Inga underarter finns listade i Catalogue of Life.